# Semsales
Semsales (Freiburger Patois Chinthâlèⓘ) ist eine politische Gemeinde im Distrikt Veveyse (deutsch: Vivisbachbezirk) des Kantons Freiburg in der Schweiz.

## Geographie
Semsales liegt auf 866 m ü. M., 10 km westsüdwestlich von Bulle (Luftlinie). Das Dorf erstreckt sich auf einem kleinen Schuttkegel, den der Wildbach Mortivue im Lauf der Zeit am Westfuss der Höhen von Les Alpettes und Niremont angesammelt hat, auf der Hochfläche der Haute-Veveyse nördlich von Châtel-Saint-Denis, am Fuss der Freiburger Voralpen.
Die Fläche des 29,4 km² grossen Gemeindegebiets umfasst einen Abschnitt des höheren Freiburger Mittellandes und der angrenzenden Freiburger Alpen. Der westlichste Teil des Gebietes wird von der Talebene am Oberlauf der Broye eingenommen. Von den östlich angrenzenden voralpinen Höhen fliessen der Broye verschiedene Bergbäche, darunter die Mortivue, der Ruisseau Vesenand und der Dâ (bildet die südliche Gemeindegrenze) zu. Am Nordhang von Les Alpettes befinden sich die Quellgebiete der Broye und der Sionge (Zufluss der Saane).
Den Hauptteil des Gemeindegebietes machen die gerundeten Bergkuppen von Les Alpettes (1413 m ü. M.) und Niremont (1514 m ü. M.) aus. Diese aus Flysch bestehenden Höhen weisen im Kuppen- und Kammbereich ausgedehnte Bergweiden auf, während die Hänge überwiegend von Tannenwäldern bestanden sind. Östlich dieser Höhen befindet sich der abgelegene obere Teil des Tals der Trême (der Flusslauf bildet auf weite Strecken die Ostgrenze), das ebenfalls dicht bewaldet ist. In einem schmalen Zipfel erstreckt sich der Gemeindeboden nach Südosten in das Quellgebiet der Trême auf der Alp Tremetta am Westhang des Kalkmassivs des Moléson. Hier werden mit Teysachaux (1909 m ü. M.) und dem Westgipfel des Moléson (1939 m ü. M.) die höchsten Erhebungen von Semsales erreicht. Von der Gemeindefläche entfielen 1997 3 % auf Siedlungen, 48 % auf Wald und Gehölze, 47 % auf Landwirtschaft, und etwas mehr als 2 % war unproduktives Land.
Auf der Bergkuppe des Niremont und am Südhang von Les Alpettes erstrecken sich Hoch- und Übergangsmoore sowie Flachmoore von nationaler Bedeutung. Laut Steiner und Grünig stellt das Hoch- und Übergangsmoor auf dem Grat des Niremont ein Beispiel für ein Sattelhochmoor dar, das aus einem Versumpfungsmoor entstanden ist.
Zu Semsales gehören der Weiler La Rougève (812 m ü. M.) an der Mündung des Dâ in die Broye sowie über das ganze Gebiet verstreut zahlreiche Einzelhöfe und Alphöfe. Nachbargemeinden von Semsales sind Saint-Martin, La Verrerie, Sâles, Vaulruz, Gruyères, Haut-Intyamon und Châtel-Saint-Denis im Kanton Freiburg sowie Maracon im Kanton Waadt.

## Bevölkerung
Mit 1575 Einwohnern (Stand 31. Dezember 2023) gehört Semsales zu den mittelgrossen Gemeinden des Kantons Freiburg. Von den Bewohnern sind 93,8 % französischsprachig, 2,9 % deutschsprachig, und 0,9 % sprechen Portugiesisch (Stand 2000). Die Bevölkerungszahl von Semsales belief sich 1900 auf 981 Einwohner. Nachdem die Bevölkerung bis 1920 auf 1030 Personen angestiegen war, wurde bis 1960 ein klarer Rückgang um 20 % auf 824 Einwohner registriert. Seither wurde wieder eine Bevölkerungszunahme verzeichnet, die sich besonders seit den 1980er Jahren verstärkte.

## Wirtschaft
Semsales war bis in die zweite Hälfte des 20. Jahrhunderts ein vorwiegend durch die Landwirtschaft geprägtes Dorf. Noch heute haben die Viehzucht und die Milchwirtschaft eine wichtige Bedeutung in der Erwerbsstruktur der Bevölkerung. Die Gemeinde besitzt ausgedehnte Alpweiden zur Sömmerung des Viehbestandes.
Zahlreiche weitere Arbeitsplätze sind im lokalen Kleingewerbe und im Dienstleistungssektor vorhanden, unter anderem in Betrieben der Holzverarbeitung, der Käseproduktion, in Malergeschäften und in feinmechanischen Werkstätten. In den letzten Jahrzehnten hat sich Semsales auch zu einer Wohngemeinde entwickelt. Viele Erwerbstätige sind deshalb Wegpendler, die hauptsächlich in Châtel-Saint-Denis sowie in den Regionen Vevey-Montreux und Bulle arbeiten.

## Verkehr
Die Gemeinde ist verkehrsmässig gut erschlossen. Sie liegt an der Hauptstrasse 12 von Vevey nach Bulle. Der nächste Anschluss an die Autobahn A12, die seit 1981 von Bern bis Vevey durchgehend geöffnet ist und das Gemeindegebiet durchquert, befindet sich rund 6 km vom Ortskern entfernt.
Am 23. Juli 1903 wurde die Bahnlinie von Châtel-Saint-Denis nach Bulle mit einem Bahnhof in Semsales und einer Haltestelle bei La Verrerie in Betrieb genommen. Für die Feinverteilung im öffentlichen Verkehr sorgt die Buslinie, die von Semsales nach Oron-la-Ville und teilweise bis Mézières verkehrt.

## Geschichte
Die erste urkundliche Erwähnung des Ortes erfolgte 1157 unter dem Namen Sessales. Später erschienen die Bezeichnungen Setsales (1160), Septem Salis (1177), Satsales (1219), Sasales (1260), Septsales (1560) und Sempsales (1857). Der Ortsname setzt sich aus dem lateinischen Wort septem (sieben) und dem germanischen sala (Wohnsitz) zusammen.
Im 12. Jahrhundert gründeten die Chorherren vom Grossen Sankt Bernhard in Semsales ein Priorat. Die Siedlung Semsales wurde im 13. Jahrhundert durch einen Erdrutsch verwüstet und wurde anschliessend etwas weiter im Südwesten an der heutigen Stelle wieder aufgebaut.
Nachdem Bern das Waadtland erobert hatte, kam Semsales 1537 unter die Herrschaft von Freiburg und wurde zunächst der Vogtei Rue zugeordnet. 1581 wechselte es in die Vogtei Châtel-Saint-Denis. Nach dem Zusammenbruch des Ancien Régime (1798) gehörte das Dorf während der Helvetik und der darauf folgenden Zeit zum damaligen Bezirk Châtel-Saint-Denis, bevor es 1848 in den Bezirk Veveyse eingegliedert wurde. 
Im 19. Jahrhundert erlebte Semsales durch die Glashütte im benachbarten La Verrerie einen gewissen wirtschaftlichen Aufschwung. 1830 wurden jedoch bei einer Feuersbrunst zahlreiche Häuser zerstört. Der aus Konservatismus unterentwickelt gebliebene Kanton zählte 1914 nur fünf Unternehmen mit mehr als 100 Arbeitern, darunter befand sich die Verrerie mit unter 200 Beschäftigten.
Mit Wirkung auf den 1. Januar 1968 wurde die vorher selbständige Gemeinde La Rougève nach Semsales eingemeindet.

Luftbild aus 200 m von Walter Mittelholzer (1925)

## Sehenswürdigkeiten
Die heutige Pfarrkirche von Semsales wurde 1926 erbaut und enthält bedeutende Werke von Gino Severini und Alexandre Cingria. Von der ehemaligen Dorfkirche, die 1630 errichtet wurde, ist nur noch der Glockenturm erhalten. Im alten Ortskern befinden sich noch einige charakteristische Freiburger Bauernhäuser aus dem 18. und 19. Jahrhundert.

## Bilder

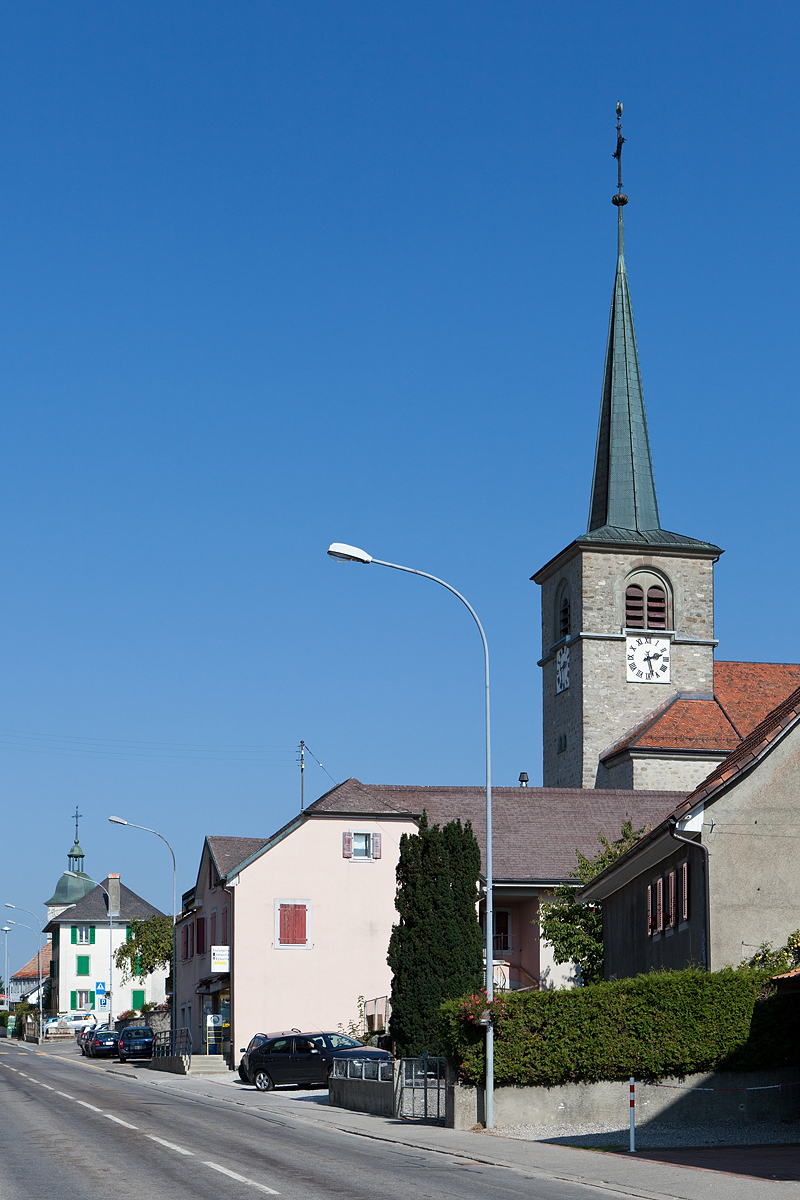
Grand-Rue und Kirche
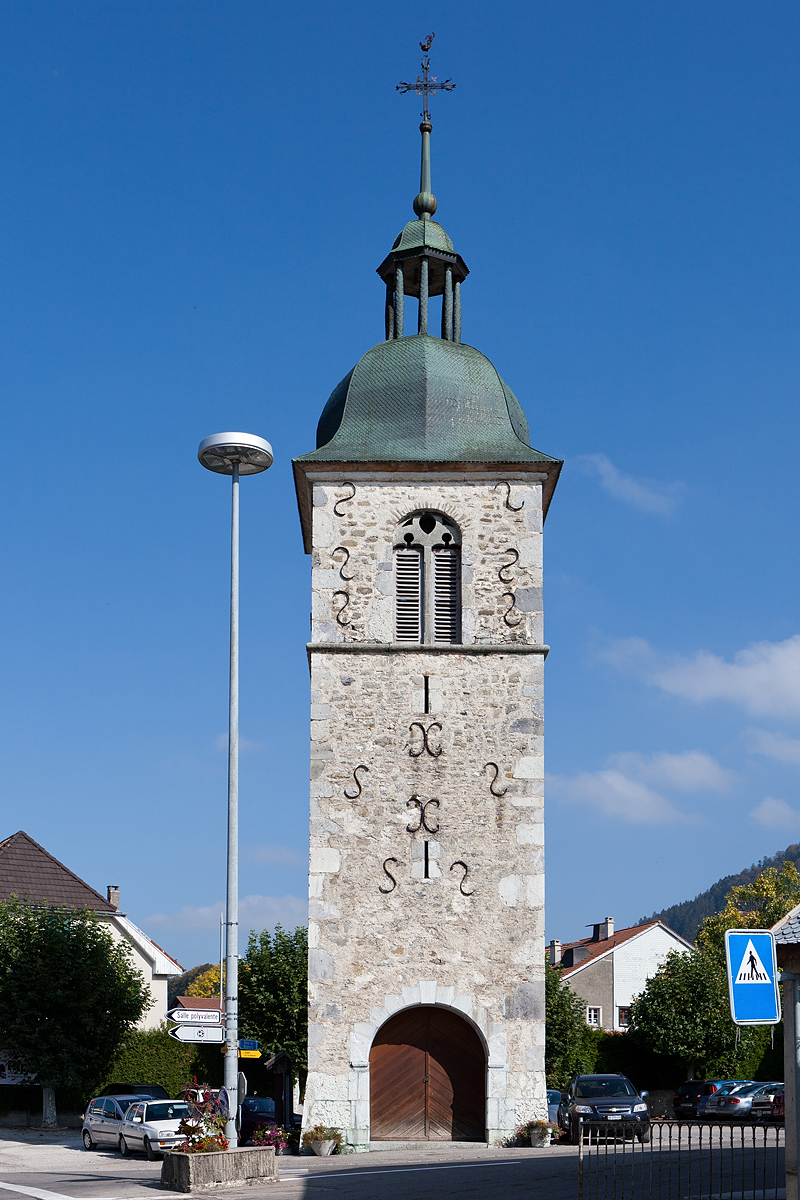
Ancienne Eglise
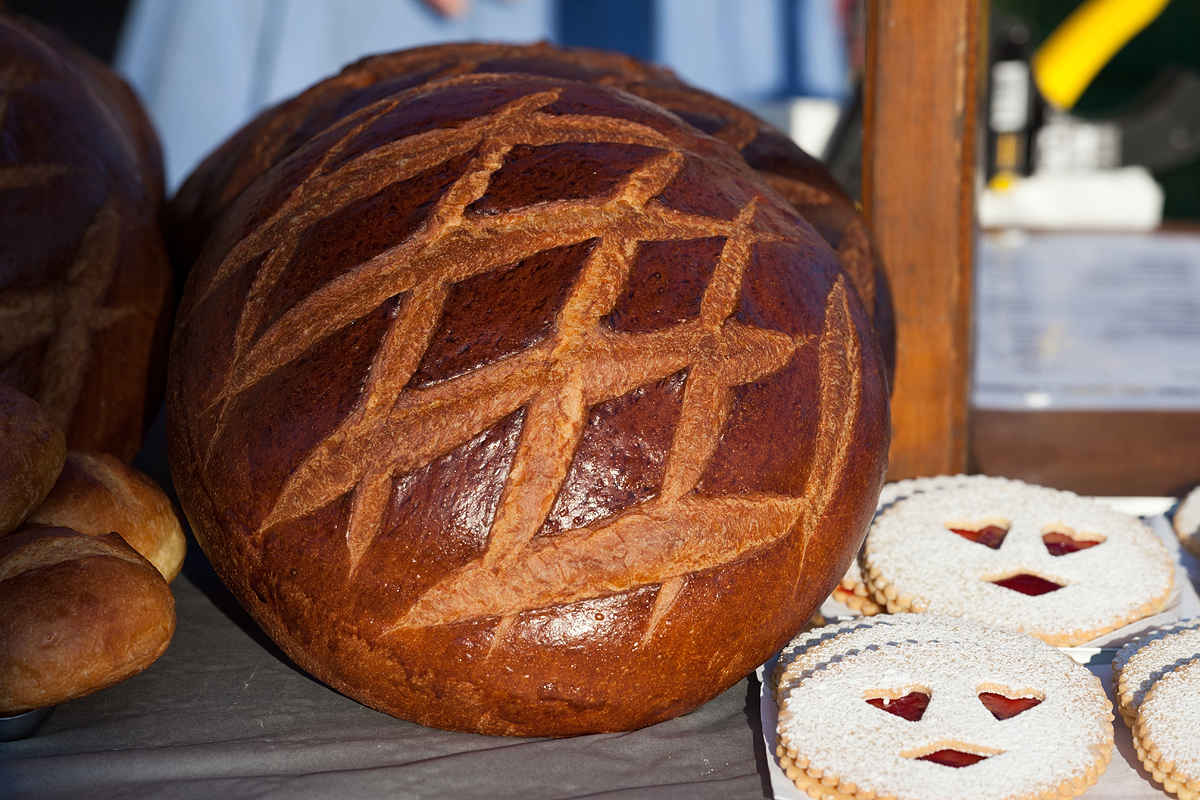
Cuchaule (Safranbrot)
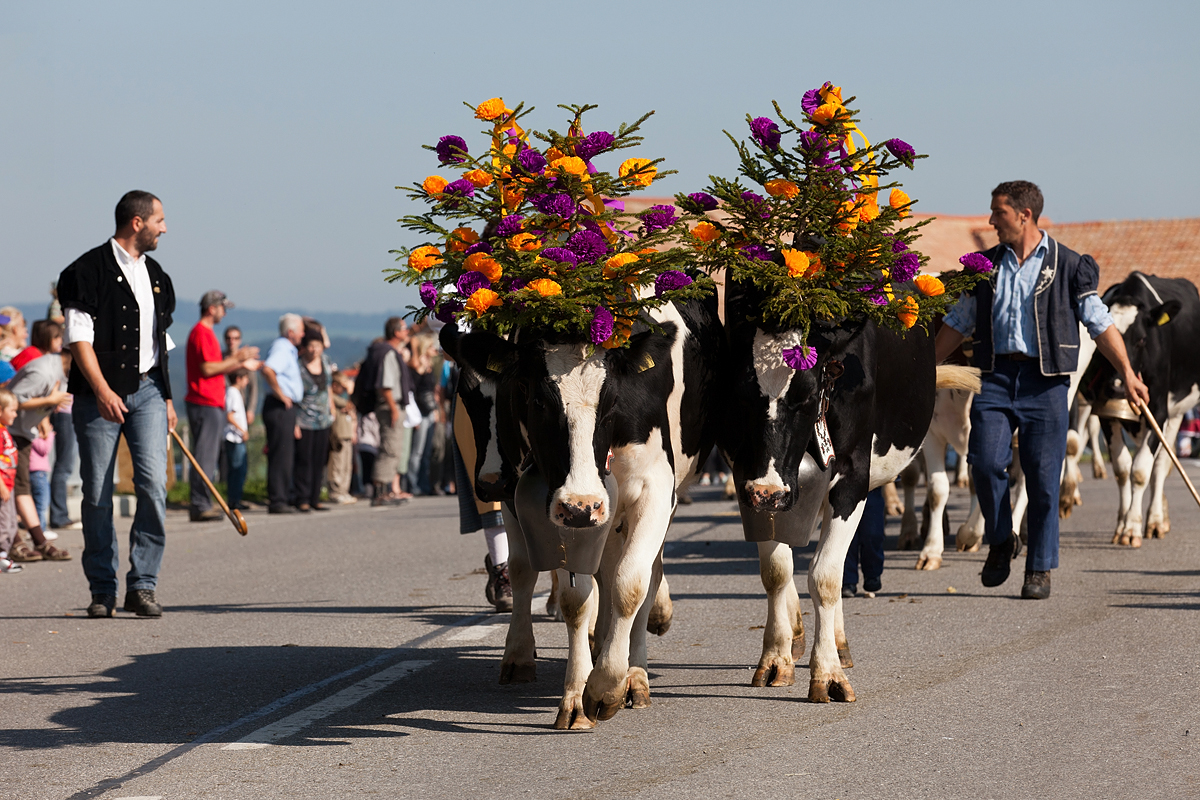
Désalpes (Alpabzug)